# 予知夢 (東野圭吾)
『予知夢』（よちむ）は、東野圭吾の短編推理小説集。ガリレオシリーズ第2弾。2000年6月に文藝春秋より刊行された。テレビドラマ『ガリレオ』の原作である。
『探偵ガリレオ』に続く、物理学者湯川学シリーズの第2作である。この作品から、科学以外の知識や論理的思考によって解明する事件が登場する。湯川学と警視庁の草薙俊平が同級生であり捜索への協力を要請する。草薙俊平をはじめとする捜査一課が湯川に信頼を寄せており、民間人がおおよそやらないであろう被害現場での検証や容疑者宅の訪問など、警察と同行している。
初出誌は「夢想る」『オール読物』1998年11月号、「霊視る」同1999年2月号、「騒霊る」1999年4月号、「絞殺る」同1999年9月号、「予知る」同2000年1月号。
湯川学、および捜査一課の登場人物についてはガリレオシリーズ#登場人物を参照

## あらすじ

### 第一章・夢想る（ゆめみる）
世田谷にあるとある屋敷に深夜、男が侵入した。異変を感じたこの家の母親が猟銃を発砲。男はその場から逃走したが、その際に死亡ひき逃げ事件を起こし、警察に逮捕された。取り調べで男は犯行を認めたものの、屋敷に侵入した理由について「この家に住む女性モリサキレミと17年前から結ばれる運命にあった」と供述した。そして、この言葉を裏付けるように、小学校時代の文集にはいずれもこの女性の名前が書かれていた。しかも、17年前には女性本人は生まれておらず、男とこの家には接点がなかった。これは「予知夢」なのか、それとも偶然の一致なのか。草薙は半ば縋る思いで湯川のもとを訪ねた。湯川も当日、男が受け取ったとされる招待状に興味を示し、捜査に協力する。容疑者の家を訪ねた湯川はある絵を発見する。そして、この事件の裏にある因縁を推理していく。
森崎礼美（もりさき れみ）
16歳の女子高生。坂木が「結ばれる運命にあった」と供述した相手と推定されている。最近、すごく怯えてる。
坂木信彦（さかき のぶひこ）
27歳。住居侵入とひき逃げの容疑者。以前から礼美に付きまとってた。小学生の頃は自閉気味。絵を描くのが得意。
森崎由美子（もりさき ゆみこ）
礼美の母親で、名付け親。侵入した坂木に発砲した人物。礼美を守る以外にも理由がある様子。
森崎敏夫（もりさき としお）
礼美の父親で輸入販売業の社長。事件当日は海外出張中。坂木への怒りを隠せない。
中本（なかもと）
坂木の小学校時代の同級生。坂木が「森崎礼美」の家に侵入したことに動揺してる。

### 第二章・霊視る（みえる）
午前1時、マンションの一室で女性が扼殺されているのを、同じ店で働く女性が発見した。現場から逃走する男の横顔を目撃した女性は、すぐに警察に通報。まもなく男は逮捕された。男は犯行を認め、衝動的に相手の首を絞めたと供述する。
しかし、殺害されたほぼ同時刻、別の場所で被害者の姿が目撃されていた。目撃したのは被害者の恋人である男性。事件当時、彼は友人の容疑者の部屋で留守番をしていたが、深夜、窓の外に被害者がいるのを目にした。被害者が容疑者を避けていることを知っていた男性は、この場所に彼女が来ることに胸騒ぎを覚え、電話をかけた直後、被害者の死体が発見されたという知らせを受けた。
報告書がオカルトに傾倒することを危惧した刑事の草薙は、物理学者の湯川のもとを訪れる。湯川もまた、被害者の手首に残された奇妙な傷に興味を抱き、捜査に協力することになる。そして、彼らが辿り着いた部屋に残されたある痕跡から、この事件が綿密に仕組まれたものであるという驚愕の推理を導き出す。
小杉浩一（こすぎ こういち）
フリーランスのスポーツライターで、今回の事件の容疑者。女と付き合うのが苦手な男だったが、殺害した女性に惚れて、付き合おうと思っていた。しかし、実際に女性に近づいたのには別の理由がある。
長井清美（ながい きよみ）
今回の事件の被害者。クラブ「Tatoo」のホステス。小杉に交際を迫られてることにうんざりしていた。写真を撮るのが趣味で、「幸運な写真」を撮っている。
細谷忠夫（ほそや ただお）
会社員。幽霊の目撃者。小杉の夕方で、実は清美と交際しており、事件当日もデートをしていた。小杉に清美と付き合っていることを話そうと電話したが、留守番に付き合わされる。
山下恒彦（やました つねひこ）
無職。小杉と細谷の友人。小杉に頼まれて留守番と猫の世話をしてたが、退屈を凌ぐため、細谷を留守番に誘う。
織田不二子（おだ ふじこ）
クラブ「Tatoo」のホステス。清美の友人で、死体の第一発見者。
金沢頼子（かなざわ よりこ）
フレンド・スケートクラブのコーチ。スポーツの取材で小杉がよく会っていた。

### 第三章・騒霊ぐ（さわぐ）
非番の日、草薙は姉・森下百合の依頼で、ある女性の話を聞くことになった。百合の友人の妹だというその女性の夫が、5日前から行方不明になっているという。そして、夫がよく訪れていたという家の老婆も最近亡くなっていた。警察としてすぐに動くことはできず、その時の草薙は曖昧な返事しかできなかった。しかし2週間後、再び女性から連絡があり、不思議な話を聞く。亡くなった老婆の家を見張っていた女性は、現在そこに住む甥夫婦が、決まって夜8時になると家を出るという。その晩、草薙はひそかに尾行するが、彼らは特に何もすることなく家に戻ってきた。しかしその間、家の前にいた女性は血相を変えて「家の中から物音が聞こえる」と話す。草薙たちはその翌日、同じ時刻に無許可でその家に立ち入り、内部の様子を探る。すると突然、部屋の中が激しく振動し始めたのだった。
取り乱した草薙は、この手の話題を嫌う湯川を訪ねる。すると湯川は「思っている以上に深刻なことになっている」と、この現象を分析した。
神崎俊之（かんざき としゆき）
健康機器メーカーのサービスエンジニアで、メンテナンスで多くの老人ホームを訪れている。八王子の老人ホームを出てから、消息が途絶えている。
神崎弥生（かんざき やよい）
俊之の妻。夫の居場所を突き止めようとするが、警察が真剣に取り合ってくれないため、危険な行動に出る。草薙いわく、「論理的な勘」の持ち主。
高野ヒデ（たかの ヒデ）
故人。生前、俊之から親切にされていた。俊之が失踪した日に心臓麻痺で亡くなっている。夫から相続した多額の財産を持つ。
高野昌明（たかの まさあき）
ヒデの甥。妻の他に、もう一組のカップルと暮らしている。無職で、借金を抱えている。
近藤（こんどう）
高野夫婦と同居している男。ヒデには友達だと説明していた。柔道二段の腕前を持つ。

### 第四章・絞殺る（しめる）
ホテルの一室で発見された男性の死体には細い紐のような絞め痕があり、警察は何者かが絞殺したものとして捜査を開始した。草薙は、ベッドの横のカーペットの焦げ跡、そして死体に残された紐の絞め痕に沿った皮膚の擦り切れなど、絞殺にしては不自然な点があると考え、現場に湯川を呼んだ。
事件当日、被害者は「以前貸した金を返してもらう」と言って、家を出ていた。現場には犯人のものと思われる飲みかけの缶コーヒーとタバコの吸殻が残されていたが、その人物を特定するには至らなかった。その後、被害者がここ数ヶ月の間に多くの生命保険に加入していたことが判明し、警察は被害者の妻を取り調べた。すると、被害者の妻には死亡推定時刻のアリバイがないことが判明した。さらに事件の真相を探るため、二人は被害者の工場を訪れ、あるものを発見する。
しかし1週間後、被害者の妻は事件当夜のアリバイを主張し、それが完璧に証明された。再び被害者の家を訪れた草薙は、被害者の娘から「事件発生前日に火の玉を見た」という証言を得る。捜査が振り出しに戻るかに思われた矢先、事件の検証を進めていた湯川から草薙に電話が入る。草薙が火の玉の話をすると、湯川は「じつに面白い、すばらしい」と声を上げた。そして翌日、第十三研究室で驚くべきトリックが明らかになる。
矢島忠昭（やじま ただあき）
「ヤジマ工業」の社長。かつては多くの従業員を抱えていたが、業績悪化により工場は経営危機に瀕していた。家族と従業員を守るため、危険な計画を考えていた。
矢島貴子（やじま たかこ）
忠昭の妻。夫と共に工場を支えてきた。夫の忠告を聞き入れず買い物に出たことが原因で、容疑者として取り調べを受けることになる。
矢島秋穂（やじま あきほ）
忠昭と貴子の娘。「火の玉」を目撃した。
坂井善之（さかい よしゆき）
「ヤジマ工業」の最古参社員。矢島夫婦の苦労をよく理解している。通称「ヨシさん」。
鈴木和郎（すずき かずお）
「ヤジマ工業」の若手社員。通称「カズ」。
田中次郎（たなか じろう）
「ヤジマ工業」の若手社員。

### 第五章・予知る（しる）
マンションの一室で女が首を吊って死亡した。向かいのマンションには、女の不倫相手が住んでいた。カーテンを開ければ部屋の中も見ることができる位置だ。女は相手の男に電話をかけ、「奥さんと別れなければ覚悟がある」と言い、自分の部屋にあるパイプハンガーに紐がかけられているのを見せつけ、首を吊った。不倫相手への当てつけの自殺とされ、事件は片付いたと思われた。
しかし、捜査をしていた刑事が、不倫相手の男の隣の部屋に住んでいる女性から不思議な話を聞く。女性の娘が事件2日前、同じ部屋で女性が首吊りをするのを見たことを話していた。同僚から話を聞いた草薙は強引に湯川を連れ、捜査に乗り出す。少女の話では、「2‐3日前の夜中に目が覚めてカーテンを開けると、女性が首を吊るのを見て、気を失ってしまった。しかし、その部屋の女性は翌日、ベランダで楽しそうに電話をしていた」とのことだった。そして、湯川は少女の話から、この自殺が「芝居」によるものだという仮説を立て、そのトリックを推理していく。
瀬戸富由子（せと ふゆこ）
自殺した人物。広告代理店に勤務していた。表面的にはキャリアウーマンだが、恋愛においては大胆な行動に出る魔性の女。実は、不倫相手にも明かしていない秘密を抱えている。
菅原直樹（すがわら なおき）
とある企業の宣伝部に所属。富由子の不倫相手であり、自殺を目撃した人物。妻との生活に倦怠感を抱いていた頃に富由子と出会い、不倫関係となる。
菅原静子（すがわら しずこ）
直樹の妻。手際よく主婦業をこなしているが、実は夫の不倫に気づいている。
峰村英和（みねむら ひでかず）
直樹の大学の後輩で、同じ会社に勤務。製品開発担当で、ER流体の専門家。将来を嘱望されているが、実は直樹が激昂しかねない秘密を抱えている。
飯塚朋子（いいづか ともこ）
菅原夫妻の隣に住む女性。しかし、会話などの交流はほとんどない。
予知少女
本名不明。富由子の自殺を2日前に予知したという朋子の娘。生まれつき体が弱く、些細なことで発作を起こす。夢と現実を混同して話す癖がある。